# 佐紀陵山古墳
佐紀陵山古墳（日语：／ Sakimisasagiyamakofun）是位於日本奈良縣奈良市山陵町的一座前方後圓墳，屬於佐紀盾列古墳群，雖然入葬者不明，但是古墳經宮內廳指定為第11代垂仁天皇的皇后——日葉酢媛命之墓，並且稱為狹木之寺間陵。由於在大正時代遭到盜掘，因此進行了在當時來說較具規模的調查。

## 概要
《日本書紀》記載了有一御陵初次以埴輪取代殉死而建成，有些說法認為是指本古墳。古墳西面僅接於佐紀石塚山古墳，其中間細部位於佐紀陵山古墳的後圓部分。因此古墳的周濠極為狹窄，另外其歷史也推測比佐紀石塚山古墳要久。古墳全長207米，前方部分闊約87米，後圓部分直徑131米，前方部分高12.3米，後圓部高約20米的三段式古墳。1915年，古墳遭到大規模盜掘，大量陪葬品失竊，但是由於及時拘捕了犯人，出土文物也因而成功取回。翌年，在宮內省主導下進行了復原工程，並且對石室附近和出土文物進行了相當詳細的調查並且記錄下來。原本這些紀錄大部分均藏在宮內省內，但是在關東大震災燒毀，可幸京都大學考古學教室的梅原末治保留了大部分出土文物調查和整理紀錄的副本，這些紀錄及後轉交由宮內廳書陵部保管。另外，雖然出土文物在復原時重新埋回石室內，但是留有相關照片、拓片和石膏模型，當時參與復原工程相關調查的除了梅原外，還有任職於東京帝室博物館（現東京國立博物館，當時由宮內省管轄）的考古學者和田千吉，他繪畫出後圓部分頂上建有埴輪的墓室的復元圖。

### 石室
古墳的墓室是豎穴式石室，位處於後圓部頂上中央的方形區劃的正下方，以南北方向為主軸，長8.55米，闊1.09米，其建築方法與一般豎穴式石室無異，以扁平的小塊割石堆砌成兩面的側壁，南北較短的側壁則只用一塊石建成，其上半部中央開了孔。這種石室目前可見於本古墳和位於大阪府柏原市的松岳山古墳，非常罕有。另外，亦推測其內部有木棺，但是調查當時已經腐爛。石室建有天井石5塊，各自前後的短側石均有繩突起，這些繩突起多出現於古墳時代中期的長持形石棺的蓋石或長側石等等。加上，天井石的上方有一大石，形同屋頂般的石棺蓋，其表面刻有直線的平行文樣，可能是用來驅魔。
石室上部建有約兩米高的圓形土堆，其上方建有7、8個蓋形埴輪和數個盾形埴輪等的形象埴輪，其中中心部分最高處的蓋形埴輪特別巨大，高約1.5米，闊兩米，手工罕有地精緻，其上方部分以環繞一周的方式刻有複雜的直弧文，四個突出部分也刻有直弧文。盾形埴輪則參照了木盾用心製成，其周緣全部和兩條橫帶也同樣有直弧文，其高約108厘米，最大闊度為80厘米，其部分石膏模型現藏於東京國立博物館。

### 出土文物
石室內出土了不少文物，其中銅鏡有流雲文緣變形方格規矩鏡仿製鏡、唐草文緣變形方格規矩鏡和直弧文緣變形內行花文鏡，三面鏡的直徑大約介乎於32厘米至34厘米，並且是參照了中國的鏡子以更大的比例仿製而成，相關石膏模型、相片和拓本仍然保留下來。根據照片還有平緣式四獸鏡及另外一或兩面鏡，可能是犯人盜掘其他古墳得來的。石製手飾類是車輪石3個、鍬形石3個和石釧1個，石製模型是刀子3個、斧1把、高杯2個和椅子1張，其餘還有管玉1個、琴柱形石製品和石製臼1個等。由埴輪和石室的出土文物為基礎，可以推測古墳建於古墳時代前期靠後的年代。

## 外部連結
- 佐紀陵山古墳 大和の遺跡（页面存档备份，存于）（奈良縣立橿原考古學研究所附屬博物館（日语：奈良県立橿原考古学研究所附属博物館））